# サミュエル・カウリー
サミュエル・カウリー（英：Samuel Parkinson Cowley 1899年7月23日 - 1934年11月28日）は、アメリカ連邦捜査局の特別捜査官。1930年代に暗躍したデリンジャーギャングの壊滅に貢献し、ベビーフェイス・ネルソンとの銃撃戦で殉職した。サム・カウリー（Sam Cowley）と表記されることも多い。

## 略歴

### 生い立ち
1899年7月23日、アイダホ州フランクリンで生まれた。両親は敬虔な末日聖徒イエス・キリスト教会の信者で、17歳からの4年間を宣教活動を行うためハワイで過ごした。その後ユタ州ローガンのユタ州立大学とジョージ・ワシントン大学法学部（ワシントンD.C.）に通い学位を取得した。
1929年、27歳のカウリーは弁護士になろうとしたが、世の中は世界恐慌に突入しており弁護士の職など見つかりそうもないので捜査局（後のFBI）に就職した。彼には大量の情報を短時間で簡潔にまとめ上げる特技があり、同様の才能を持つ捜査局のジョン・エドガー・フーヴァー長官も感心するほどだった。5年でワシントンD.C.本部の捜査部長まで昇進し、フーヴァーが最も信頼する側近の1人となった。息子のサム・カウリーJr.によると、捜査局は弁護士になるまでの一時的な職場と考えていたのだが、早く昇進できたので残ったのだという。

### シカゴ支局へ
1934年3月、捜査局は世間を脅かすデリンジャーギャングに対抗すべくシカゴ支局に「デリンジャー特捜班」を設けた。しかしまったく成果が表れないためフーヴァーはカウリーをシカゴ支局に派遣し、行動を逐一報告させた。これによりカウリーは部下たちと対立した。
シカゴ支局長のメルヴィン・パーヴィスとの関係は複雑であった。一般的にパーヴィスは大衆の人気者でカウリーは脇役のような扱いだが、連邦捜査局の公式記録ではカウリーの評価が高くパーヴィスは軽視されている。だが実際のところは、表舞台に出るのを好まないカウリーは情報収集に専念し、パーヴィスは現場の指揮を担当することで、互いに立場をわきまえ支え合っていたのだろうと多くの歴史研究家たちは考える。
1934年4月にリトル・ボヘミア・ロッジでデリンジャーギャングを取り逃がし作戦が大失敗に終わったあと、パーヴィスは酒浸りになったがカウリーは隠し通した。またカウリーのチームはジョン・デリンジャーに関するあらゆる情報や噂を収集し、パーヴィスに報告した。アナ・クンパナシュ(デリンジャーを密告した女。通称『赤い服の女』)と取引したのもカウリーであった。この頃には部下たちの信頼を得られたようである。
7月22日、捜査局はシカゴのバイオグラフシアターでついにデリンジャーを射殺した。記者会見はパーヴィス捜査官が行なったが、フーヴァーはその様子をカウリーに電話で伝えるよう命じた。パーヴィスの人気に嫉妬するフーヴァーは途中で記者会見を打ち切らせようとしたがカウリーは無視した。

### バーリントンの戦い
1934年11月、デリンジャーギャングの残党であるベビーフェイス・ネルソンがシカゴ方面に向かっているという情報が入り、大規模な捜索を開始した。
11月27日の夕方、シカゴの北西約60キロのイリノイ州バーリントンの国道14号線で、ネルソンと妻のヘレン・ギリス、仲間のジョン・ポール・チェイスの3人が乗るフォードV8を地元の捜査官が発見し発砲した。銃弾はラジエーターを撃ち抜きやがて動けなくなり、ネルソンら3人は車から飛び降りて草むらに隠れた。車を撃った捜査官は拳銃しか持っていなかったので応援を待った。
すぐにカウリーとハーマン・ホリス捜査官が到着し銃撃戦になった。カウリーはトンプソン短機関銃を、ホリスはショットガンを発砲し、数発がネルソンに命中したが、それでもネルソンは道路に歩き出しながら.351ウィンチェスターライフルとコルト.45を合わせて17発撃った。ホリスは近くの電柱に隠れようと移動したとき、ライフル弾が彼の顔面を直撃した。カウリーも腹部を2発撃たれた。
銃撃は5分ほどで鳴り止み、ネルソンらはカウリーが乗ってきた車を奪って逃走した。近隣住人が30人ほど集まってきてカウリーに駆け寄ると「先に相棒を見てくれ」と言いった。ホリスは目を動かすだけで瀕死の状態だった。住人たちは2人を車に乗せて病院に運んだが、ホリスは車の中で死亡した。

### 殉職
カウリーはイリノイ州エルジンの総合病院に運び込まれた。パーヴィスほか数名の捜査官が駆け付け、相手はベビーフェイス・ネルソンだったとパーヴィスに報告した。午前2時頃、手術の甲斐もなく死亡した。
ネルソンはその日の晩に死亡したと見られ、裸にされ毛布にくるまれた遺体がシカゴ近郊の小さな町スコーキーの側溝に捨てられていた。腹部や足に9発の銃創があり、少なくとも6発はカウリーが撃ったものと見られる。妻ヘレンとチェイスは1ヶ月以内に逮捕された。ヘレンは逃亡者を匿った罪で1年間服役し、チェイスは終身刑でアルカトラズ刑務所に収監されたが1966年に仮釈放されている。
カウリーはこれまでに殉職したFBI局員の中で最も役職が高く、また、ネルソンはこれまでに最も多くのFBI捜査官を殺害した犯罪者となった。
カウリーには妻と2人の幼い息子がいた。捜査局の勤務年数は5年。冗談好きで陽気な性格だったという。現在はユタ州ソルトレイクシティのワサッチローン記念墓地に埋葬されている。

## 登場する作品
- 「デリンジャー」”Dillinger”　演 - ロイ・ジェンセン（1973年の映画）
- 「マシンガン・ケリー」 ”Mervin Purvis: G-Man”　演- スティーブ・カナリー（1974年 テレビ映画）
- 「FBI対ギャング・カンザスシチーの大虐殺」”The Kansas City Massacre”　演 - ジョン・カーレン（1975年のテレビ映画、「マシンガン・ケリー」の続編）
- 「デリンジャー」”Dillinger”　演 - ジョン・ガザルド（1991年のテレビ映画）
- 「パブリック・エネミーズ」”Public Enemies”　演 - リチャード・ショート（2009年の映画）